# Conophytum bilobum subsp. altum
Conophytum bilobum subsp. altum es una variedad de la especie Conophytum bilobum, es una planta suculenta perteneciente a la familia de las aizoáceas.  Es originaria de Sudáfrica.

## Descripción
Es una pequeña planta suculenta perennifolia de pequeño tamaño que alcanza los 10 cm de altura a una altitud de  600 - 800 metros en Sudáfrica.
Está formada por pequeños cuerpos carnosos que forman grupos compactos de hojas casi esféricas, soldadas hasta el punto de que sólo una muy pequeña diferencia separan a las dos hojas. En la naturaleza, los grupos de hojas se esconden entre las rocas y en las grietas, que retienen depósitos apreciable de arcilla y arena.

## Sinonimia
- Conophytum altum var. altum (1927)
- Conophytum altum L.Bolus (1927)
- Conophytum altum var. plenum L.Bolus
- Conophytum connatum L.Bolus (1937)
- Conophytum corniferum Schick & Tischer (1927)
- Conophytum gracile var. gracile (1931)
- Conophytum gracile N.E.Br. (1931)
- Conophytum gracile var. majusculum L.Bolus
- Conophytum graciliramosum L.Bolus (1963)
- Conophytum apertum Tischer
- Conophytum luiseae Schwantes (1930)
- Conophytum luiseae var. papillatum L.Bolus
- Conophytum durnale N.E.Br.[1][2]